# Locul întâlnirii nu poate fi schimbat
 Locul întâlnirii nu poate fi schimbat (în rusă Место встречи изменить нельзя transliterat  Mesto vstrechi izmenit nelzya) este un film TV sovietic în cinci părți din 1979 regizat de Stanislav Govoruhin. Este creat în genurile dramatic, polițist, acțiune, de aventură. Rolurile principale au fost interpretate de actorii Vladimir Vysotsky, Vladimir Konkin, Zinovy Gerdt și Armen Dzhigarkhanyan. Scenariul este scris de frații Vayner pe baza unui roman al acestora din 1975, Эра милосердия - Era miloserdiya. Cu timpul această miniserie TV a devenit un film idol în URSS și împreună cu Șaptesprezece momente de primăvară (Semnadtsat mgnoveniy vesny) a devenit o parte a culturii populare de-a lungul a mai multor generații de telespectatori vorbitori de limbă rusă.

## Prezentare
Filmul are loc în Moscova de după al doilea război mondial. Locotenentul Vladimir Șarapov (Vladimir Konkin) este un tânăr ofițer cercetaș și un veteran de război decorat, care tocmai s-a întors din război și este desemnat pe timp de pace la Departamentul de Investigații Penale din Moscova (Московский уголовный розыск, МУР, transliterat MUR). Acolo devine parte a unei echipe de detectivi de elită condusă de căpitanul Gleb Zheglov (Vladimir Vysotsky), un om strălucit și amabil. Cei doi sunt implicați în două investigații aparent independente: cea a uciderii tinerei actrițe aspirante Larisa Gruzdeva și a vânătorii unei bande ciudate, vicioase de tâlhari înarmați, care se numește „Pisica neagră” și care reușește în mod constant să scape din mâinile milițienilor.
În timp ce principalul suspect al uciderii Larisei Gruzdeva este, inițial, soțul ei înstrăinat Dr. Gruzdev (Yursky), devine evident treptat-treptat că cele două cazuri sunt legate între ele. Asta deoarece un mafiot din banda „Pisica neagră” cunoscut sub numele de Vulpea (Aleksandr Belyavsky) este implicat în crimă. Ca urmare a operațiunii de mare succes a lui Zheglov pentru capturarea Vulpii, Șarapov ajunge în mod neașteptat sub acoperire în ascunzătoarea celor din banda „Pisica neagră”, unde se va lupta cu liderul amenințător al grupului, Cocoșatul (Armen Dzhigarkhanyan). Este, fără îndoială, una dintre scenele TV de final cele mai memorabile și pline de suspans din istoria televiziuni sovietice.
Cea mai mare parte a filmului prezintă relația dintre Zheglov și Șarapov. În timp ce aceștia devin prieteni apropiați și colegi de cameră, ei sunt, în esență, opuși și adesea au confruntări pe tot parcursul filmului. La rădăcina conflictului se află dezacordul idealist al lui Șarapov față de abordarea lui Zheglov de a aplica legea „[...] prin orice mijloacele”. Zheglov, cinic și întărit de anii de război cu crima organizată crede că „locul unui hoț este în închisoare, iar oamenilor nu trebuie să le pase de modul în care i-am pus acolo”. În acest scop, Zheglov folosește orice fel de tactică dubioasă este necesară, cum ar fi plantarea unor dovezi pentru a justifica arestarea unui pungaș notoriu. Șarapov, pe de altă parte, consideră că legea nu poate fi folosită doar ca un instrument. Un conflict tensionat apare și atunci când, pentru a induce în eroare Vulpea, Zheglov alege să-l țină în continuare pe Gruzdev în arest chiar și după ce devine clar că omul este nevinovat.

## Distribuție
- Vladimir Vysotsky — Gleb Zheglov
- Vladimir Konkin — Vladimir Șarapov
- Sergei Yursky — Dr. Gruzdev
- Viktor Pavlov — Levchenko
- Leonid Kuravlyov — "Kopchyony" ("Smoked"), thief
- Aleksandr Belyavsky — Yevgeniy Fox, ranking member of the Black Cat gang
- Evgeni Evstigneev — Petya "Ruchechnik" Ruchnikov, fur coat thief
- Armen Dzhigarkhanyan — "Hunchback", leader of the Black Cat
- Larisa Udovichenko — Manka "Obligatsiya" ("Finance Bond")
- Stanislav Sadalskiy — Kostya "Kirpich" ("Brick") Saprykin, pickpocket
- Valeriya Zaklunna - "Hunchback"'s girlfriend
- Zinoviy Gerdt — Mikhail Mikhaylovich
- Aleksandr Abdulov — driver for the gang
- Yekaterina Gradova — Woman with "Ruchechnik"
- Ivan Bortnik — "Promokashka" ("Blotting Paper")

## Producție
Titlul filmului este o referință la finalul acestuia, când încercarea lui Șarapov de a se retrage după ce a intrat în contact cu forțele bandei îl forțează pe Gleb Zheglov să urmeze un plan abandonat anterior pentru o operațiune riscantă sub acoperire. Sperând că Șarapov va atrage bandiții în locul unui jaf anterior asa cum a făcut-o înainte, Zheglov spune: Locul și timpul operațiunii nu pot fi schimbate.
Filmările au avut loc în 1978-1979.

## Lansare și primire
Premiera a fost programată pentru Ziua Miliției și a avut loc în perioada 11 - 15 noiembrie 1979 la Televiziunea Centrală (Центральное телевидение Гостелерадио СССР).